# Pseudomiza haemonia
Pseudomiza haemonia är en fjärilsart som beskrevs av Eugen Wehrli 1940. Pseudomiza haemonia ingår i släktet Pseudomiza och familjen mätare. Inga underarter finns listade.